# Свята Норвегії
Це список свят Норвегії. Змінні дати станом на 2016 рік.
- 1 січня — Новий рік
- 24 березня — Великий четвер (перехідне свято)
- 25 березня — Страсна п'ятниця (перехідне свято)
- 27 березня — Великдень (перехідне свято)
- 28 березня — Пасхальний понеділок (перехідне свято)
- 1 травня — День праці
- 5 травня — Вознесіння (перехідне свято)
- 15 Травень — П'ятидесятниця (перехідне свято)
- 16 Травень — День Святої Трійці (перехідне свято)
- 17 травня — День Конституції
- 25 грудня — Різдво
- 26 грудня — День подарунків